# Milica da Sérvia
Milica da Sérvia (Milica Branković) foi Princesa da Valáquia entre 23 de Janeiro de 1512 e 15 de Setembro de 1521. Foi também regente em nome do filho, Teodósio da Valáquia.

## Biografia
Milica nasceu em c. 1487, como filha do déspota sérvio Estêvão Branković O Cego e Angelina Arianiti, da prestigiosa Casa de Branković.
Milica casou, em  1505, com o Grande Camareiro Neagoe Bassarabe, que ascendeu a Grande Comissário a 24 de Abril de 1510.
O seu marido subiu ao trono valaquiano a 23 de Janeiro de 1512, e incentivou o desenvolvimento do comércio e do artesanato e tentou manter boas relações com o Reino da Hungria. Ele também tentou estabelecer relações diplomáticas com Veneza e Roma, e mediou conflitos entre ortodoxos e católicos. Continuou com os objetivos baseados na política de Estêvão III da Moldávia e tentou alcançar uma aliança entre os países do Oriente contra a expansão turca.   Em 1519, Neagoe e Estêvão IV da Moldávia enviaram um embaixador para o Vaticano, através do qual " Neagoe Bassarabe e os seus filhos Teodósio e Pedro, e Estêvão e os seus filhos prometem a sua participação que na expedição contra Selim, tirano turco. "  O país, porém, permanece vassalo dos Otomanos.
Milica e o marido foram protetores das artes e fizeram doações generosas a mosteiros ortodoxos. Durante o reinado de ambos foi construído o Mosteiro de Curtea de Argeş, em torno do qual nasceu a lenda de Mestre Manole. Reedificou a Igreja de Arges, que estava em ruínas.
Após a morte de Neagoe Bassarabe, em 1521, o filho de ambos, Teodósio, foi entronizado como príncipe da Valáquia, e ela agiu como regente. Teve de enfrentar a investida de Dragomiro o Monge,que reinou um mês, antes de os turcos a auxiliarem a repor no trono o seu filho. Em 1522, Teodósio, a governar já sob autoridade turca, acabou banido por Radu de Afumati e levado para Istambul por Mehmet Beg Mihaloglu governador de Nicópolis. Teodósio faleceu de peste ou de tuberculose  em Istambul, em 1522.
Milica refugiou-se na Transilvânia, juntamente com as suas filhas Stana e Ruxandra, e viveu uma vida tranquila em Sibiu, sob a proteção de seu primo, o Rei da Hungria.
A 21 de Janeiro de 1526, Ruxandra casou-se com Radu de Afumati, Príncipe da Valáquia. No mesmo ano, casou Stana com o Príncipe Estêvão IV da Moldávia. Após a morte deste, a 14 de Janeiro de 1527, Stana regressa para junto da mãe, em Sibiu, já com o nome religioso Sofrónia. Em 1529, após a morte de Radu de Afumati, também Ruxandra regressa para junto da mãe, onde permanece até 1541, quando se casa com Radu VII Paisie. Depois de um curto período de tempo passado em Bucareste, onde ela já não encontrou o esplendor que abandonara em 1522, retira-se, em 1545, definitivamente para Sibiu, onde, sob o nome de Platonida, levou uma vida religiosa durante os seus últimos anos. Faleceu a 30 de Janeiro de 1554.

## Casamento e descendência
Milica casou-se com Neagoe Bassarabe (1481 - 15 de Setembro de 1521), cuja parentalidade é duvidosa. Há quem o aponte como filho de Parvu Craiovescu, um boiardo romeno da família dos Craioveşti; mas também há teorias que o referem como filho ilegítimo de Bassarabe IV da Valáquia, tendo acedido ao trono proclamando-se com esta última relação. A sua mãe foi Neaga de Hotarani, esposa de Parvu e que poderia ter sido amante de Bassarabe IV.
Milica e Neagoe Bassarabe tiveram a seguinte descendência:
- Teodósio, (f.22 de Janeiro de 1522), herdeiro do pai;
- João (f. 27 de Novembro de 1518);
- Pedro (f. 15 de Junho de 1519;
- Angelina (f. 3 de Agosto de 1519) ;
- Ruxandra (f. 1545), casada em primeiras núpcias em 1524 com Radu V de Afumati (f.1529), e em segundas núpcias, em 1541, com Radu VII Paisie;
- Stana (f. depois de 1530), casada em 1524 com o príncipe Estêvão IV da Moldávia (f.1527). Foi freira com o nome Sofrónia a partir de 1530.